# Hybrid fibre-coaxial
Hybrid fiber-coaxial (HFC) – anglojęzyczny termin z dziedziny telekomunikacji, oznaczający hybrydową sieć wykorzystującą medium światłowodowe (fibre) i różnego rodzaju koncentryczne kable sygnałowe (coaxial cables). W zależności od umiejscowienia w strukturze sieci są to np. typy od QR860, QR625, QR540, TX15 (magistralne, najlepsze parametry techniczne) aż do RG11 i RG6 łączącego telewizor i/lub modem kablowy z siecią operatora.

## Budowa sieci

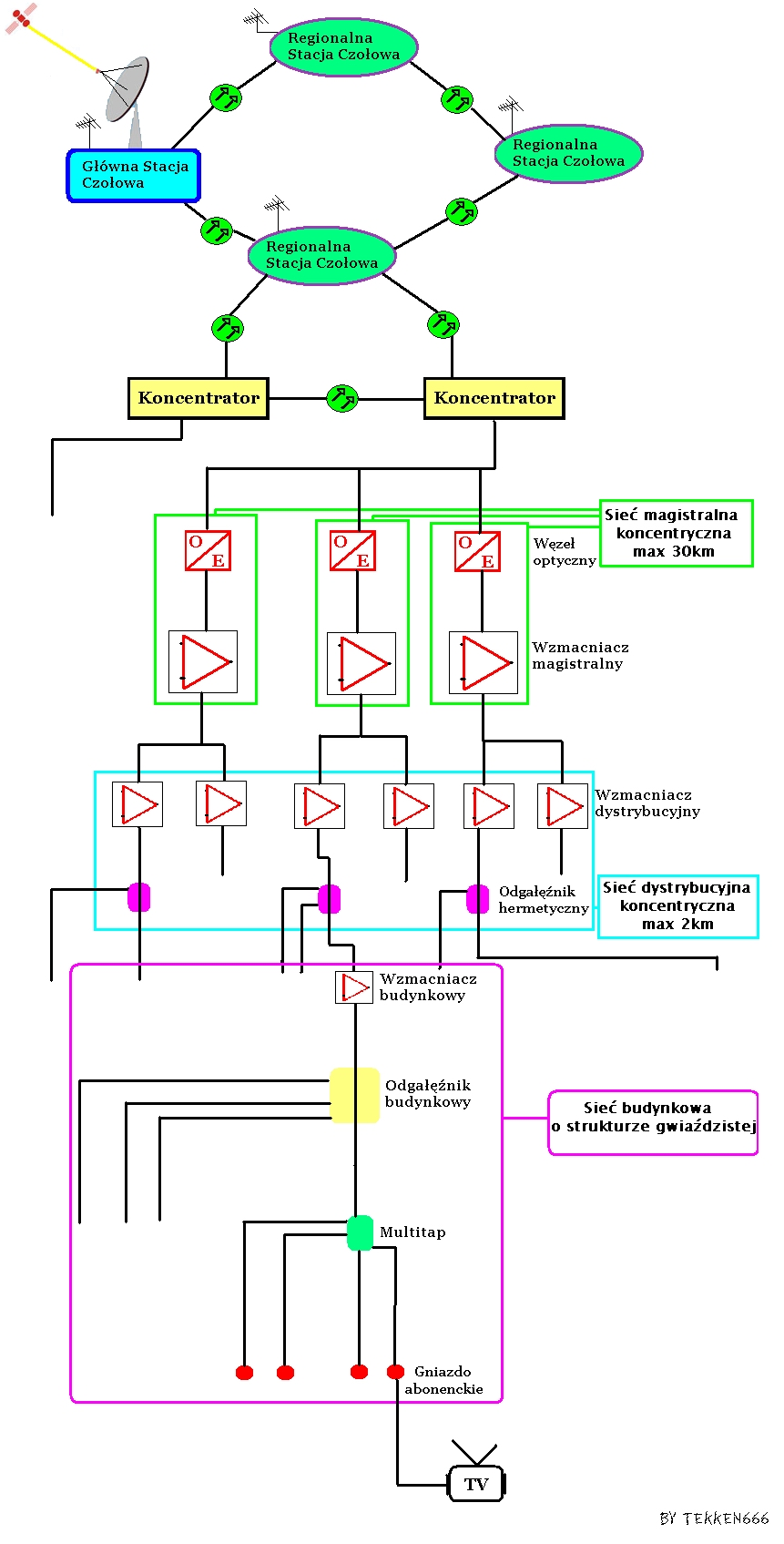
Schemat struktury systemu HFC telewizji kablowej

Sieć telekomunikacyjna zbudowana w systemie HFC składa się zasadniczo z dwóch części: magistrali stanowiącej szkielet (ang. trunk tree) oraz sieci budynkowej (ang. bridger lub feeder circuit). W zależności od poziomu zaawansowania technologicznego sieci wyróżniamy ideologicznie dwa modele sieci HFC:
- w starszym modelu sygnał doprowadzany jest na dany obszar miejski światłowodem aż do odbiornika (zwanego węzłem, (ang.) optical node). Wspomniany węzeł projektowany jest w odpowiedniej lokalizacji (często centralnie, w środku obsługiwanego obszaru) – dogodnej pod względem kosztów, fizycznych możliwości realizacji technicznej (istnienie infrastruktury światłowodowej operatora) oraz późniejszego rozprowadzenia sygnału w analizowanej sieci (odległości między węzłem a kolejnymi wzmacniaczami; poziomy tłumienności sygnału w miejscu przyłączenia użytkownika). Od węzła sygnał elektryczny przekazywany jest kablami koncentrycznymi do różnego typu wzmacniaczy sygnału elektrycznego (ang. line extenders). W zależności od specyfikacji urządzeń występują pewne ograniczenia w długości kaskady wzmacniaczy, strukturze sieci itp. W tej wersji do szkieletu sieci wliczamy węzeł optyczny, wzmacniacze oraz infrastrukturę między nimi (hermetyczne rozgałęźniki, odgałęźniki, separatory zasilania, power insertery). Sieć budynkowa to wszelkie elementy „za” wyjściami wzmacniaczy (rozgałęźniki, odgałęźniki budynkowe, filtry, tapy).

- nowszym rozwiązaniem jest model o angielskiej nazwie „Fiber to the home” (FTTH) lub „Deep fiber”. Strukturę opartą na wzmacniaczach sygnału elektrycznego zastępuje się siecią węzłów optycznych połączonych (ewentualnie) jedynie kablem odpowiadającym za doprowadzenie zasilania – istnieje możliwość dedykowania osobnych zasilaczy dla każdego z węzłów. Sygnał do abonenta przekazywany jest kablami koncentrycznymi bezpośrednio z odpowiednio wysterowanych wyjść węzła optycznego. Ze względu na prostotę budowy rozwiązanie to cechuje stosunkowo niskie prawdopodobieństwo wystąpienia awarii. Ponadto, odpowiednia lokalizacja węzłów pozwala na osiągnięcie lepszych właściwości sygnału w miejscu przyłączenia abonenta przy nakładach finansowych mniejszych niż przy zastosowaniu struktury starszego typu. W tej wersji do szkieletu sieci zaliczamy węzły optyczne wraz z infrastrukturą między nimi. Sieć budynkową tworzą elementy „za” wyjściami węzłów optycznych.

## Działanie
System HFC, pracując razem z sygnałem telewizji kablowej na jednym przewodzie, korzysta z pasma od 5 do 42 lub 65 MHz dla cyfrowej komunikacji wyjściowej od strony klienta (ang. upstream, upload). Zakres częstotliwości od 87 do 450 MHz wykorzystywany jest przez analogowe kanały telewizyjne oraz, u niektórych operatorów, radio (UKF: 88 – 108 MHz), zaś od 450 do 862 MHz dla cyfrowej komunikacji wejściowej (strumienie danych – tzw. downstream oraz zmultipleksowane kanały DVB-C). Na jeden kanał telewizyjny/danych w stronę klienta przypada pasmo szerokości 6 MHz (w Europie co 8 MHz). Podany podział jest pewnym uproszczeniem i nie musi stanowić reguły – u niektórych operatorów w Polsce część kanałów analogowych może być umieszczana na wysokich częstotliwościach, a cyfrowych – na niskich.
Ponieważ na obszarze byłego ZSRR w radiofonii nadal jest używany tak zwany „niski” UKF, przeznaczone na tamten rynek wzmacniacze mają węższy zakres częstotliwości upstream (5 do 30 MHz), a przez to szerszy downstream (47 do 862 MHz). Nie jest to korzystne ze względu na większe szumy w paśmie poniżej 30 MHz.
Podobnie jak to się ma w przypadku technologii ADSL, modem pracujący w sieci typu HFC pracuje najczęściej w trybie asymetrycznym, czyli w danej jednostce czasu jest on w stanie pobrać więcej danych, niż wysłać, aczkolwiek w niektórych sieciach operatorzy konfigurują modemy symetrycznie, aby zachęcić klientów do lokalnego przesyłania danych (między sobą). Kolejną cechą sieci kablowej opartej na modemach jest możliwość całkowitej kontroli przez administratora tego, co się dzieje w sieci z blokowaniem wszystkich, lub niektórych usług włącznie. Urządzenie, poza gniazdem sieci lokalnej i USB, może zawierać gniazdo przeznaczone do podłączenia standardowego aparatu telefonicznego. Abonent dzięki temu może otrzymać telefon stacjonarny od operatora sieci kablowej.

## Parametry
Na chwilę obecną sieci typu HFC posiadają górną granicę przesyłania danych do klienta w ramach jednego kanału na poziomie 58 Mbit/s (zastosowana cyfrowa kwadraturowa modulacja amplitudy – QAM 256) lub 41 Mbit/s (QAM 64), oraz wysyłania danych 30 Mbit/s (QAM64 z kanałem o szerokości 6,4 MHz). Górne granice przepustowości ograniczają szumy, które najwięcej problemów sprawiają w paśmie kanału zwrotnego.
Podane powyżej wartości przepustowości odnoszą się do pojedynczych kanałów cyfrowych w amerykańskim standardzie DOCSIS.
W paśmie telewizji kablowej można bowiem stosować zwielokrotnienie kanałów w dziedzinie częstotliwości, tym samym powiększając przepływność dla danego obszaru sieci HFC (tzw. channel bonding).
Sieci HFC mają dalece większe możliwości dotyczące przepustowości w transmisji danych. Biorąc pod uwagę przeznaczony do cyfrowej komunikacji wyjściowej zakres, łączna przepustowość sieci w kierunku do abonentów może wynieść 1,9 Gbit/s, zaś po wyłączeniu telewizyjnych kanałów analogowych, nawet ponad 3 Gbit/s (dla standardu DOCSIS/EuroDOCSIS 3.0).
Obecnie trwają prace nad wdrożeniem standardu DOCSIS/EuroDOCSIS 3.1, wykorzystującego modulację OFDM, umożliwiając dalsze zwiększenie przepustowości w ramach wykorzystywanego pasma.